# Бакус-Ванда
Бакус-Ванда (пол. Bakus-Wanda) — село в Польщі, у гміні Вербиця Холмського повіту Люблінського воєводства.
Населення — 100 осіб (2011).
У 1975-1998 роках село належало до Холмського воєводства.

## Демографія
Демографічна структура станом на 31 березня 2011 року:
|          | Загалом | Допрацездатний вік | Працездатний вік | Постпрацездатний вік |
| -------- | ------- | ------------------ | ---------------- | -------------------- |
| Чоловіки | 48      | 13                 | 30               | 5                    |
| Жінки    | 52      | 13                 | 27               | 12                   |
| Разом    | 100     | 26                 | 57               | 17                   |